# Laura Fàbregas
Laura Fàbregas (Argentona, 1987) es una periodista española.

## Biografía
Estudió en la escuela pública, y posteriormente se licenció en Ciencias Políticas en la Universidad Autónoma de Barcelona.
Empezó su carrera profesional en Catalunya Ràdio. Luego trabajó en La Ser como corresponsal en Roma, y más adelante trabajó durante cinco años en la delegación en Cataluña de El Español. También ha colaborado con medios como El Periódico de Cataluña, y en programas como El Món a RAC1 o Preguntes Freqüents.
Trabajó en Vozpópuli como responsable de temas de Cataluña y actualmente trabaja en The Objective, donde ya colaboraba en el pasado haciendo columnas de opinión. Es autora del libro Diario de una traidora (Editorial Funambulista), sobre como ha impactado el procés independentista desde dentro y en un entorno nacionalista. Vive a caballo entre Madrid y Barcelona y es amante del cine.